# August Leopold Stöhr
August Leopold Stöhr (* 22. Mai 1764 in Karlsbad, Königreich Böhmen; † 26. März 1831 in Eger) war ein österreichischer Ordenspriester und Historiker.

## Leben
Er stammte aus Karlsbad und war der Sohn eines Bäckers. Nach dem Besuch des Gymnasiums in Tepl studierte August Leopold Stöhr von 1784 bis 1788 Theologie an der Universität Prag. Am Ende des Studiums trat er in den Ritterorden der Kreuzherren mit dem roten Stern ein und wurde 1789 zum Priester geweiht. Anschließend war er als Kaplan in Prag tätig und wechselte dann nach Tachau und anschließend nach Königsberg, bevor er 1797 zunächst als Seelsorger und später als 1813 Dechant der Dekanatskirche in seine Heimatstadt Karlsbad zurückkehrte. 1819 folgte er dem Ruf als Kommtur der Kreuzherrenkommende nach Eger, wo er 1831 starb.
In Karlsbad hatte er Ende des 18. Jahrhunderts sein verstärktes Interesse für Heimatgeschichte entdeckt und nahm sich vor allen Dingen der ältesten Kirchenbücher der Stadt an, die er systematisch auszuwerten begann. So entstand 1802 sein Werk Ansicht oder neueste Beschreibung von Karlsbad, wie es jetzt ist und die mehrfach aufgelegte Publikation Kaiser Karlsbad und dieses weitberühmten Gesundheitsortes Denkwürdigkeiten. Außerdem wurde auf seine Initiative hin die noch heute bestehende Stadtbibliothek in Karlsbad gegründet.